# Gräggböle träsket
Gräggböle träsket är en sumpmark i Finland. Den ligger i Pargas i landskapet Egentliga Finland, i den södra delen av landet, 150 km väster om huvudstaden Helsingfors.